# Měnová reforma
Měnová reforma je složitý a nákladný ekonomický krok, při němž je zásahem státu nebo jiné moci změněna hodnota platidla nebo platidlo samo na určitém území.

## Měnové reformy v historii
Za vlády Václava II. (1297–1305) byla v Zemích Koruny české provedena měnová reforma, kterou byl zaveden denarius grossus (velký denár, později pražský groš) a jeho dvanáctina denarius parvus (malý denár, později jen parvus). Od 2. třetiny 14. století byl používán také haléř. Kopa grošů (60 kusů) byla jedna hřivna. Podoba pražského groše vycházela z francouzského tourského groše, který byl ražen od roku 1266 v Paříži a ve městě Tours. Groše byly raženy ze stříbra o ryzosti 0,938. Díky měnové reformě byly všechny mince vyražené na českém území velmi kvalitní a respektovány též jako platidlo v zahraničním obchodu. Jan Lucemburský zavedl drobné mince půlgroše a od roku 1327 stříbrnou měnu inflačně znehodnotil. Jan Lucemburský v roce 1325 měnovou reformou začal razit zlaté florény (český dukát) o váze přibližně 3,5 g, které byly v oběhu do 17. století.
- Československé měnové reformy:
  - měnová reforma 1919
  - měnová reforma 1945
  - měnová reforma 1953

- Německé měnové reformy:
  - měnová reforma 1923
  - měnová reforma 1948
  - zavedení DM v bývalé NDR 1990

- Rakousko-uherské měnové reformy
  - měnová reforma 1816
  - měnová reforma 1892

- Rakouské měnové reformy
  - měnová reforma 1924/25
  - měnová reforma 1938
  - měnová reforma 1945
  - měnová reforma 1947

- Izraelské měnové reformy:
  - měnová reforma 1948
  - měnová reforma 1980
  - měnová reforma 1985

- Rumunská měnová reforma v roce 2005
- Bulharská měnová reforma v roce 1952

- Turecká měnová reforma v roce 2005